# ماتيوس بيريرا (لاعب كرة قدم مواليد 1998)
     لشخصية أخرى تحمل اسم ماتيوس بيريرا، طالع ماتيوس بيريرا (توضيح).

ماتيوس بيريرا (مواليد 25 فبراير 1998) هو لاعب كرة قدم برازيلي يلعب في مركز الوسط في نادي برشلونة ب.

## روابط خارجية
- ماثيوس بيريرا على موقع قاعدة بيانات كرة القدم.إي يو (الإنجليزية)
- ماثيوس بيريرا على موقع ليكيب (الفرنسية)
- ماثيوس بيريرا على موقع Soccerway.com (الإنجليزية)
- ماثيوس بيريرا على موقع عالم كرة القدم.نت (الإنجليزية)
- ماثيوس بيريرا على موقع AS.com (الإسبانية)